# Antypapież
Antypapież (łac. antipapa) – osoba powołana przez grupę duchowieństwa na tron papieski nieprawnie, za pontyfikatu legalnego papieża lub w czasie, gdy urząd papieski był nieobsadzony (sede vacante).
Antypapieże wybierani byli najczęściej wskutek sporów teologicznych (np. Hipolita powołano w czasie sporów wokół sabelianizmu) lub politycznych (np. Paschalis obsadził tron papieski dzięki przekupieniu niezwykle wpływowego wówczas arcybiskupa Rawenny). Gdy zaczęło kształtować się Państwo Kościelne i rosło jego znaczenie polityczne, coraz częściej spory wokół powołania papieża były odbiciem walki o wpływy różnych stronnictw czy rodów. Pomimo wprowadzenia w 1059 roku zasady powoływania papieży przez kolegium kardynalskie, sytuacja nie uległa zmianie.
W czasie wielkiej schizmy zachodniej, obok biskupów Rzymu urzędowali również antypapieże obediencji awiniońskiej oraz pizańskiej.
Przez sedewakantystów ostatni papieże są uznawani za antypapieży. Według większości z nich ostatnim prawowitym papieżem był Pius XII (zm. 1958) bądź Jan XXIII (zm. 1963), ale istnieją również nurty sedewakantyzmu uznające za ostatniego papieża Piusa XI (zm. 1939), a nawet Piusa IX (zm. 1878).
Sam fakt ogłoszenia się przez kogoś papieżem to za mało, by uznać daną osobę za antypapieża. Na przykład były zakonnik katolicki Francuz Michel Auguste Marie Collin (zm. 1974) przybrał imię Klemensa XV i głosił, że w 1950 roku Chrystus powołał go na papieża. Hiszpan Clemente Domínguez y Gómez (1946–2005) uznał się w 1978 roku za papieża Grzegorza XVII, traktując papieża w Rzymie jako antypapieża. Od 1998 w Stanach Zjednoczonych działał pod imieniem Piusa XIII były zakonnik i dawny zwolennik abp. Marcela Lefebvre Lucian Pulvermacher. Status tych osób, w przeciwieństwie do dawnych antypapieży, którzy mieli poparcie choćby części kolegium kardynalskiego, nie wystarcza, aby uznać je za antypapieży. Z tego względu w ich wypadku umieszczane przy imieniu słowo „antypapież” powinno być brane w cudzysłów.
Istnieją spory co do liczby antypapieży w historii. Wymienia się od 36 do 43 antypapieży. W roku 1942 kardynał Giovanni Mercati, Archiwista Świętego Kościoła Rzymskiego, stworzył listę antypapieży, która od tamtej pory została oficjalnie uznana przez Kościół katolicki. Zamieszczona lista jest zgodna z listą Mercatiego. Różnice w liczbie antypapieży wynikają z podejścia historyków, a nawet teologów Kościoła katolickiego (np. watykańskie Annuario Pontificio aż do XX wieku wymieniało jako legalnych papieży obediencji pizańskiej).

## Lista Mercatiego[5]
| Herb | Antypapież            | Wizerunek | Imię łacińskie             | Świeckie imię i nazwisko    | Miejsce urodzenia                              | Pontyfikat                                         | Wiek |
| ---- | --------------------- | --------- | -------------------------- | --------------------------- | ---------------------------------------------- | -------------------------------------------------- | ---- |
|      | Hipolit               |           | Hippolytus                 |                             | Azja Mniejsza, Cesarstwo Rzymskie (Turcja)     | 217–235                                            | III  |
|      | Nowacjan              |           | Novatianus                 |                             |                                                | marzec 251–258                                     | III  |
|      | Feliks II             |           | Felix Secundus             |                             |                                                | 355–22 listopada 365                               | IV   |
|      | Ursyn                 |           | Ursinus                    |                             |                                                | wrzesień 366–listopad 367                          | IV   |
|      | Eulaliusz             |           | Eulalius                   |                             |                                                | 27 lub 29 grudnia 418–3 kwietnia 419               | V    |
|      | Wawrzyniec            |           | Laurentius                 |                             |                                                | 1) 22 listopada 498–luty 499 2) 501–505            | V    |
|      | Dioskur               |           |                            |                             |                                                | 22 września 530–14 października 530                | VI   |
|      | Teodor                |           | Theodorus                  |                             |                                                | 687                                                | VII  |
|      | Paschalis             |           |                            | Paschalis                   |                                                | 687                                                | VII  |
|      | Konstantyn II         |           | Constantinus Secundus      |                             |                                                | 5 lipca 767–6 sierpnia 768                         | VIII |
|      | Filip                 |           | Philippus                  |                             |                                                | 31 lipca 768                                       | VIII |
|      | Jan VIII              |           | Ioannes Octavus            |                             |                                                | styczeń 844                                        | IX   |
|      | Anastazy III          |           | Anastasius Tertius         |                             |                                                | sierpień 855–wrzesień 855                          | IX   |
|      | Krzysztof             |           | Christophorus              |                             | Rzym, Państwo Kościelne (Włochy)               | lipiec lub wrzesień 903–styczeń 904                | X    |
|      | Bonifacy VII Ponownie |           | Bonifacius Septimus        | Franco                      | Włochy                                         | sierpień 984–lipiec 985                            | X    |
|      | Jan XVI               |           | Ioannes Sextus Decimus     | Jan Philagathus (Filogatos) | Rossano, Hrabstwo Kalabrii (Włochy)            | kwiecień 997–luty 998                              | X    |
|      | Grzegorz VI           |           | Gregorius Sextus           |                             |                                                | 1012                                               | XI   |
|      | Benedykt X            |           | Benedictus Decimus         | Giovanni Mincius            | Rzym, Państwo Kościelne (Włochy)               | 5 kwietnia 1058–24 stycznia 1059                   | XI   |
|      | Honoriusz II          |           | Honorius Secundus          | Piotr Cadalus               | Rzym, Państwo Kościelne (Włochy)               | 28 października 1061–1064/1072                     | XI   |
|      | Klemens III           |           | Clemens Tertius            | Wibert z Rawenny            | Parma, Święte Cesarstwo Rzymskie (Włochy)      | 1) 26 czerwca 1080 2) 24 maja 1084–8 września 1100 | XI   |
|      | Teodoryk              |           | Theodoricus                |                             |                                                | wrzesień 1100–styczeń 1101                         | XII  |
|      | Albert                |           | Albertus                   |                             | Włochy                                         | luty–marzec 1102                                   | XII  |
|      | Sylwester IV          |           | Silvester Quartus          | Maginulf                    | Niemcy lub Włochy                              | 18 listopada 1105–12 kwietnia 1111                 | XII  |
|      | Grzegorz VIII         |           | Gregorius Octavus          | Maurice                     | Limousin, Królestwo Francji (Francja)          | 8 marca 1118–kwiecień 1121                         | XII  |
|      | Celestyn II           |           | Coelestinus Secundus       | Teobaldo Bocapeccus         | Rzym, Państwo Kościelne (Włochy)               | 16 grudnia 1124                                    | XII  |
|      | Anaklet II            |           | Anacletus Secundus         | Pietro Pierleoni OSB        | Rzym, Państwo Kościelne (Włochy)               | 14 lutego 1130–25 stycznia 1138                    | XII  |
|      | Wiktor IV             |           | Victor Quatrus             | Gregorio de Ceccano         | Ceccano, Państwo Kościelne (Włochy)            | marzec 1138–29 maja 1138                           | XII  |
|      | Wiktor IV             |           | Victor Quatrus             | Ottaviano de Monticello     | Rzym, Państwo Kościelne (Włochy)               | 7 września 1159–20 kwietnia 1164                   | XII  |
|      | Paschalis III         |           | Paschalis Tertius          | Guido di Crema              | Crema, Święte Cesarstwo Rzymskie (Włochy)      | 22 kwietnia 1164–20 września 1168                  | XII  |
|      | Kalikst III           |           | Callistus Tertius          | Giovanni de Struma OSB      | Toskania, Święte Cesarstwo Rzymskie (Włochy)   | wrzesień 1168–29 sierpnia 1178                     | XII  |
|      | Innocenty III         |           | Innocentius Tertius        | Lando de Sittino            | Lacjum, Państwo Kościelne (Włochy)             | 29 września 1179–styczeń 1180                      | XII  |
|      | Mikołaj V             |           | Nicolaus Quintus           | Pietro Rainalducci OFM      | Borgorose, Włochy                              | 12 maja 1328–25 sierpnia 1330                      | XIV  |
|      | Klemens VII           |           | Clemens Septimus           | Robert z Genewy             | Genewa, Święte Cesarstwo Rzymskie (Szwajcaria) | 20 września 1378–16 września 1394                  | XIV  |
|      | Benedykt XIII         |           | Benedictus Tertius Decimus | Pedro de Luna               | Illueca, Hiszpania                             | 28 września 1394–26 lipca 1417                     | XIV  |
|      | Aleksander V          |           | Alexander Quintus          | Pietro Philarghi OFM        | Kreta, Republika Wenecka (Grecja)              | 26 czerwca 1409–3 maja 1410                        | XV   |
|      | Jan XXIII             |           | Ioannes Vicesimus Tertius  | Baldassare Cossa            | Neapol, Królestwo Neapolu (Włochy)             | 17 maja 1410–29 maja 1415                          | XV   |
|      | Feliks V              |           | Felix Quintus              | Amadeusz VIII               | Chambéry, Księstwo Sabaudii (Francja)          | 5 listopada 1439–7 kwietnia 1449                   | XV   |

## Współcześni „antypapieże”[6]
| „Antypapież”  | Prawdziwe imię i nazwisko     | „Pontyfikat”                           | Państwo pochodzenia |
| ------------- | ----------------------------- | -------------------------------------- | ------------------- |
| Klemens XV    | Michel Auguste Marie Collin   | 1963–23 czerwca 1974                   | Francja             |
| Grzegorz XVII | Gaston Tremblay               | 24 czerwca 1968–31 lipca 2011          | Kanada              |
| Emmanuel I    | Gino Frediani                 | 12 października 1973–28 kwietnia 1984  | Włochy              |
| Piotr II      | Chester Olszewski             | 31 maja 1977–1980                      | Stany Zjednoczone   |
| Grzegorz XVII | Clemente Domínguez y Gómez    | 15 sierpnia 1978–22 marca 2005         | Hiszpania           |
| Hadrian VII   | Francis Konrad Schuckardt     | 21 czerwca 1984–5 listopada 2006       | Stany Zjednoczone   |
| Piotr II      | Aimé Baudet                   | od 10 kwietnia 1984                    | Belgia              |
| Piotr II      | Pierre Henri Bubois           | od 1985                                | Belgia              |
| Michał I      | David Allen Bawden            | 16 lipca 1990–2 sierpnia 2022          | Stany Zjednoczone   |
| Walerian I    | Valeriano Vestini             | 15 sierpnia 1990–wrzesień 1995         | Włochy              |
| Linus II      | Victor von Pentz              | 29 czerwca 1994–lipiec 2007            | Wielka Brytania     |
| Piotr II      | Maurice Achieri of Le Perreux | 1995–13 lutego 2016                    | Francja             |
| Piotr II      | Julius Tischler               | od 1998                                | Niemcy              |
| Pius XIII     | Earl Lucian Pulvermacher      | 24 października 1998–30 listopada 2009 | Stany Zjednoczone   |
| Grzegorz XIX  | Reinaldus Michael Benjamins   | od 2001                                | Stany Zjednoczone   |
| Piotr II      | Manuel Alonso Corral          | 26 marca 2005–15 lipca 2011            | Hiszpania           |
| Piotr II      | William Kamm                  | od kwietnia 2005                       | Australia           |
| Jan XX        | Roberto Carnevale             | od 2005                                | Włochy              |
| Piotr III     | Joseph Odermatt               | od 22 kwietnia 2016                    | Szwajcaria          |